# Hero/Heroine
"Hero/Heroine"은 보이즈 라이크 걸즈는 데뷔 음반인 Boys Like Girls의 싱글이다. 이 싱글은 한번 더 재판매 됐기 때문에 뮤직 비디오는 두 가지 버전이 있다.

## 순위
| 순위 (2008년)      | 최고 순위 |
| ------------------ | --------- |
| U.S. 빌보드 핫 100 | 43        |
| U.S. 빌보드 팝 100 | 32        |
| U.S. 빌보드 톱 40  | 22        |